# Johannesburg Challenger
Il Johannesburg Challenger è stato un torneo professionistico di tennis giocato su campi in cemento. Faceva parte dell'ATP Challenger Series. Si giocava annualmente a Johannesburg in Sudafrica.

## Albo d'oro

### Singolare
| Anno       | Campione        | Finalista        | Punteggio     |
| ---------- | --------------- | ---------------- | ------------- |
| 1982       | Danie Visser    | Van Winitsky     | 6–4, 6–3      |
| 1983       | John Austin     | Robert Van't Hof | 1–6, 6–3, 6–2 |
| 1984- 1987 | Non disputato   | Non disputato    | Non disputato |
| 1988       | Neil Broad      | Piet Norval      | 3–6, 6–4, 6–4 |
| 1988 (2)   | Matt Anger      | Piet Norval      | 7–6, 6–2      |
| 1989       | Piet Norval     | James Turner     | 6–4, 6–2      |
| 1989 (2)   | Pieter Aldrich  | Wayne Ferreira   | 6–3, 6–3      |
| 1989 (3)   | Paul Koscielski | Wayne Ferreira   | 6–3, 6–3      |
| 1990       | Non disputato   | Non disputato    | Non disputato |
| 1991       | Todd Witsken    | Wayne Ferreira   | 4–6, 6–3, 6–4 |

### Doppio
| Anno       | Campioni                           | Finalisti                    | Punteggio     |
| ---------- | ---------------------------------- | ---------------------------- | ------------- |
| 1982       | Freddie Sauer Schalk Van Der Merwe | Danie Visser Tian C. Viljoen | 6–2, 6–1      |
| 1983       | Rick Meyer Frew McMillan           | Eddie Edwards Raymond Moore  | 6–4, 6–4      |
| 1984- 1987 | Non disputato                      | Non disputato                | Non disputato |
| 1988       | Mike De Palmer Gary Donnelly       | Warren Green Piet Norval     | 7–6, 7–6      |
| 1988 (2)   | Neil Broad Stefan Kruger           | Brent Haygarth Byron Talbot  | 7–6, 6–4      |
| 1989       | Mike De Palmer Royce Deppe         | Piet Norval Byron Talbot     | 4–6, 6–3, 7–6 |
| 1989 (2)   | Pieter Aldrich Danie Visser        | David Adams Dean Botha       | 7–6, 6–4      |
| 1989 (3)   | Lan Bale David Nainkin             | Neil Broad Stefan Kruger     | 4–6, 6–4, 6–2 |
| 1990       | Non disputato                      | Non disputato                | Non disputato |
| 1991       | Kevin Curren Royce Deppe           | Stefan Kruger Danie Visser   | 7–5, 6–2      |